# Greenville (Ohio)
Greenville ist eine City im Darke County, Ohio, Vereinigte Staaten. Das U.S. Census Bureau ermittelte bei der Volkszählung 2020 eine Einwohnerzahl von 12.786.
Die City ist County Seat des Darke Countys. Jedes Jahr im August findet eine neuntägige Countyausstellung statt, die als die größte ihrer Art in den Vereinigten Staaten bezeichnet wird. KitchenAid, ein Hersteller für Küchengerätschaften, hat den Sitz in dieser Stadt.

## Geographie
Greenvilles geographische Koordinaten lauten 40° 6′ N, 84° 38′ W (40,102474, −84,627985). Der Ort liegt rund elf Kilometer entfernt vom Darke County Airport in Versailles und 56 Kilometer vom James M. Cox Dayton International Airport in Vandalia.
Nach den Angaben des United States Census Bureaus hat die Stadt eine Fläche von 15,6 km², alles davon ist Land.

## Demographie
Zum Zeitpunkt des United States Census 2000 bewohnten Greenville 13.294 Personen. Die Bevölkerungsdichte betrug 851,2 Personen pro km². Es gab 6030 Wohneinheiten, durchschnittlich 386,1 pro km². Die Bevölkerung Greenvilles bestand zu 91,31 % aus Weißen, 0,56 % Schwarzen oder African American, 0,17 % Native American, 0,53 % Asian, 0,02 % Pacific Islander, 0,44 % gaben an, anderen Rassen anzugehören und 0,97 % nannten zwei oder mehr Rassen. 1,14 % der Bevölkerung erklärten, Hispanos oder Latinos jeglicher Rasse zu sein.
Die Bewohner Greenvilles verteilten sich auf 5649 Haushalte, von denen in 27,3 % Kinder unter 18 Jahren lebten. 46,5 % der Haushalte stellten Verheiratete, 11,0 % hatten einen weiblichen Haushaltsvorstand ohne Ehemann und 38,7 % bildeten keine Familien. 34,4 % der Haushalte bestanden aus Einzelpersonen und in 16,9 % aller Haushalte lebte jemand im Alter von 65 Jahren oder mehr alleine. Die durchschnittliche Haushaltsgröße betrug 2,23 und die durchschnittliche Familiengröße 2,85 Personen.
Die Bevölkerung verteilte sich auf 22,7 % Minderjährige, 8,3 % 18–24-Jährige, 25,4 % 25–44-Jährige, 20,9 % 45–64-Jährige und 22,7 % im Alter von 65 Jahren oder mehr. Das Durchschnittsalter betrug 40 Jahre. Auf jeweils 100 Frauen entfielen 84,1 Männer. Bei den über 18-Jährigen entfielen auf 100 Frauen 78,6 Männer.
Das mittlere Haushaltseinkommen in Greenville betrug 31.791 US-Dollar und das mittlere Familieneinkommen erreichte die Höhe von 38.699 US-Dollar. Das Durchschnittseinkommen der Männer betrug 33.143 US-Dollar, gegenüber 24.875 US-Dollar bei den Frauen. Das Pro-Kopf-Einkommen belief sich auf 18.830 US-Dollar. 13,4 % der Bevölkerung und 10,2 % der Familien hatten ein Einkommen unterhalb der Armutsgrenze, davon waren 18,8 % der Minderjährigen und 14,6 % der Altersgruppe 65 Jahre und mehr betroffen.

## Geschichte

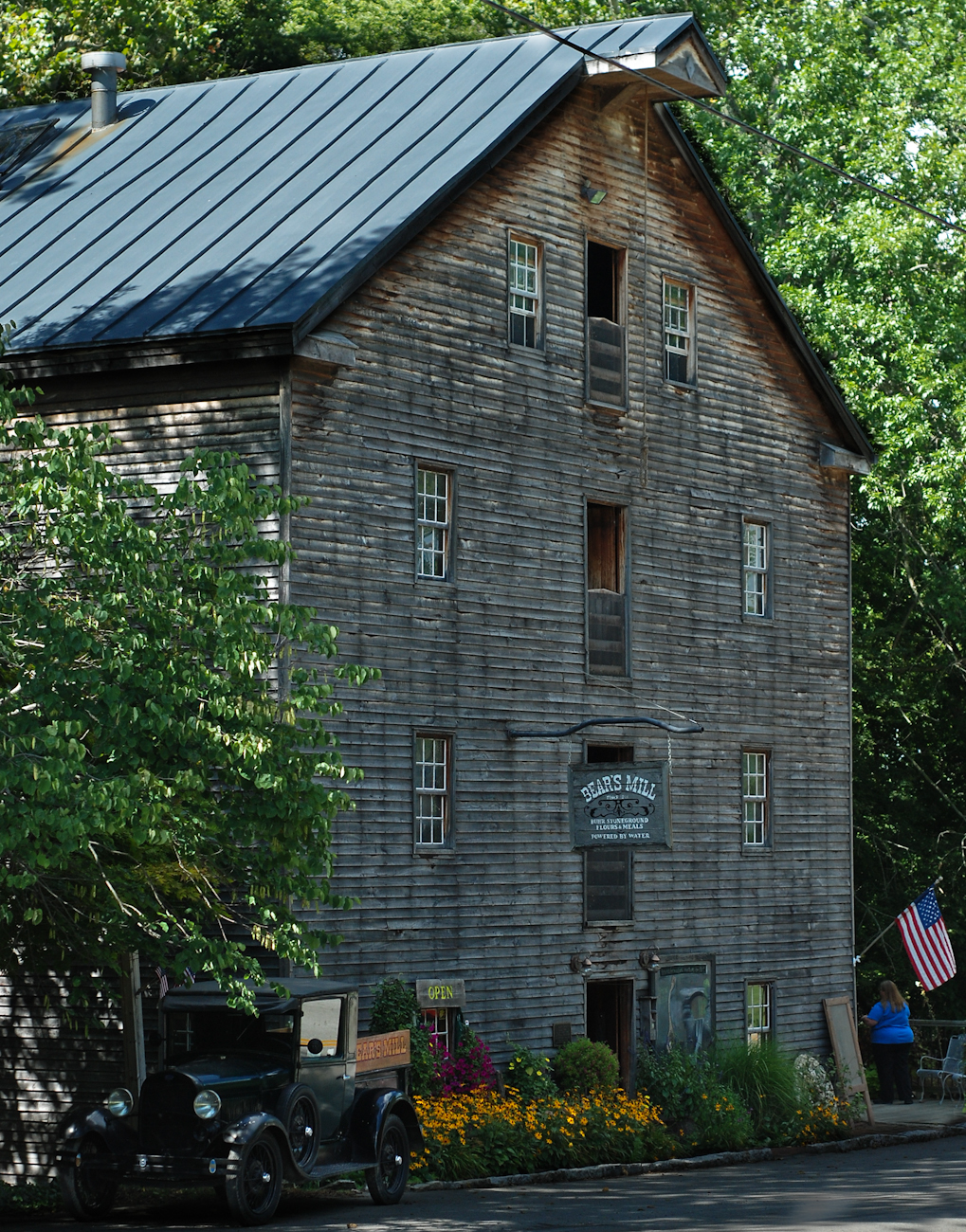
Bear’s Mill

Greenville entstand am Ort des ehemaligen Forts Greene Ville, das mit einer Fläche von 55 Acre, das sind rund 22 Hektar, das größte Holzfort war, das in Nordamerika je errichtet wurde. General Anthony Wayne ließ es als Quartier für den Winter 1793/94 erbauen, in dem er den Feldzug gegen die Indianerstämme des Nordwestterritoriums vorbereitete. Wayne benannte das Fort nach seinem Kameraden, dem General des Unabhängigkeitskrieges Nathanael Greene. Nach der Schlacht von Fallen Timbers wurde am 3. August 1795 in diesem Fort der Vertrag von Greenville zwischen den besiegten Stämmen und der US-Regierung unterzeichnet.
Die 1849 erbaute Bear’s Mill, deren steinerne Mühlsteine durch Wasserkraft angetrieben werden, wurde 1977 in das National Register of Historic Places eingetragen.
Greenville verfügt über ein historisches Museum, das unter anderem an Annie Oakley und Lowell Thomas erinnert, die beide in der Nähe geboren wurden. Es beherbergt auch Ausstellungsgegenstände im Zusammenhang mit Anthony Wayne und dem Vertrag von Greenville sowie Gegenstände der Indianer Nordamerikas und einen Rennwagen aus der Frühzeit der 500 Meilen von Indianapolis.

## Namensvarianten
Die Stadt besitzt einige Bezeichnungsvarianten:
- Fort Green Ville[4]
- Fort Greenville[5]
- Greeneville[6]
- Miamis Town[5]
- Tecumseh Point[5]
- Tecumsehs Spring[5]